# بخش هوجای
بخش هوجای (به انگلیسی: Hojai district) یک منطقهٔ مسکونی در هند است که در Central Assam Division واقع شده‌است. بخش هوجای ۱٬۶۸۶ کیلومتر مربع مساحت و ۹۳۱٬۲۱۸ نفر جمعیت دارد.